# Centrum.cz
Centrum.cz je český internetový portál provozovaný společností Economia, a.s. Podle výzkumu společnosti NetMonitor z července 2010 se jednalo o třetí nejnavštěvovanější web v ČR dle provozovatelů, v červenci 2010 jej navštívily necelé 3 miliony návštěvníků.  Dle téhož výzkumu se jednalo o druhý nejnavštěvovanější internetový portál v ČR. Od roku 2010 návštěvnost portálu klesá až na 2,2 milionu návštěvníků v dubnu 2015.

## Historie
Společnost NetCentrum, s.r.o. založili Radek Šulc, Oldřich Bajer a Ondřej Tomek v srpnu roku 1997. V roce 2000 vznikl sesterský projekt Centrum.sk a byla oznámena akvizice tehdy nejvýznamnějšího chatovacího serveru v ČR – Xchatu. Téhož roku do společnosti vstoupily i investiční fondy Intel Capital a Baring Communications Equity Emerging Europe. V roce 2001 získal web cenu Portál roku. Zpravodajský server Lidovky.cz byl společností NetCentrum převzat v roce 2003, v listopadu 2005 vznikla i vlastní redakce zpravodajského portálu Aktuálně.cz, který je k červenci 2010 třetím nejnavštěvovanějším zpravodajským webem v ČR.
V roce 2004 společnost zavedla reklamní kampaň „Bóbika“, která se stala velmi populární a používala se až do roku 2006, kdy byl motiv psa použit při změně taktiky portálu a změně jeho zaměření na uživatele pod třicet let. V tomtéž roce portál představil novou hlavní stránku a další nové služby jako jsou Showbizz.cz a Nekonečná fotoalba. Také bylo navázáno taktické spojení s komunikační službou Skype, společnost plánovala integraci volání pomocí Skype do svých služeb. V roce 2007 byl společností zakoupen portál Stahuj.cz a téhož roku v prosinci byla firma zakoupena investičním fondem Warburg Pincus asi za 100 milionů eur.
V únoru 2008 byla dokončena akvizice společnosti Atlas.cz, kdy se majitelem zmíněné společnosti stala společnost Centrum.cz Holding B.V., jež je dceřinou společností fondu Warburg Pincus. V roce 2011 představila společnost Centrum Holdings řadu nových služeb, mj. portál pro hromadné nakupování Amplion.cz nebo seznamovací portál Jiskření.cz. Centrum Holdings také provozuje Agenturu Najisto, která poskytuje malým a středním podnikům full-servis v oblasti on-line marketingu. V listopadu 2011 začal Centrum Holdig vydávat placený internetový deník Insider. Za rok 2012 vykázala společnost Centrum Holdings s.r.o. provozní ztrátu 88 milionů korun při tržbách 413 milionů korun (provozní marže −21 %).
V dubnu 2013 vydavatelství Economia oznámilo, že od fondu Warburg Pincus kupuje Centrum Holdings s.r.o. a všechny jeho české dceřiné společnosti. Slovenská dcera Centrum Holdings, a.s. byla ještě před realizací této transakce převedena na mateřskou společnost Centrum.CZ.Holdings B.V., která ji v červnu 2013 prodala slovenské společnosti Media Magazín.

## Projekty
Centrum holdings provozuje například tyto produkty a služby:
- Portály: Centrum.cz, Atlas.cz, Centrum.cz Mail
- Obsahové weby: Aktuálně.cz, Žena.cz, Bleskově.cz, Crazycafe.cz, Deník Insider
- Transakční weby: Amplión.cz, Jiskření.cz, SW.cz, dovolena.centrum.cz
- Oborové a specializované weby: Cars.cz, RealityMix.cz, Stahuj.cz, Najisto.cz
- Full servisová agentura pro malé a střední podniky: Agentura Najisto

## Finanční situace
Centrum Holdings s.r.o. má záporný vlastní kapitál, účetní hodnota aktiv v roce 2010 poklesla na 216 milionů korun. Největší položkou aktiv jsou pohledávky z obchodních vztahů ve výši 67 milionů korun, následované účetní hodnotou podílu ve slovenské společnosti Centrum Holdings, a.s. ve výši 29 milionů korun. Slovenská dcera vykázala za rok 2010 ztrátu 11 milionů korun a její vlastní kapitál se propadl na −14 milionů korun. Na konci roku 2010 měla Centrum Holdings s.r.o. krátkodobé závazky po lhůtě splatnosti ve výši 19 milionů korun.